# Verzweigung Winterthur-Ost
De Verzweigung Winterthur-Ost is een knooppunt in Zwitserland. Op dit knooppunt bij de stad Winterthur sluit de A13 aan op de A1.

## Configuratie
Het knooppunt is een onvolledig knooppunt.